# Blek rosenfink
För fågelarten Carpodacus rhodochlamys, se rosaryggig rosenfink.
Blek rosenfink (Carpodacus stoliczkae) är en nyligen urskiljd centralasiatisk fågelart i familjen finkar inom ordningen tättingar, tidigare behandlad som en del av sinairosenfinken.

## Kännetecken

### Utseende
Blek rosenfink är en rätt liten (15 cm) och som namnet avslöjar blek rosenfink. Hanen har rosafärgade örontäckare och panna, kantat av silvervitt. Strupe och bröst är lysande rosa övergående i vitt mot undergumpen. Övergumpen är rosaaktig medan resten av ovansidan är sandbrun till gråbrun med bara en svag nyans av rosa på manteln. Honan är blekt sand- till gråbrun med mycket svaga streck på huvud och bröst.
Arten är mycket lik sinairosenfinken som den tidigare behandlades som en del av, men är större och har längre stjärt. Hanen saknar rosa nyans på ovansidan och är mindre rosaröd undertill, medan honan saknar mörka streck på ovansidan.

### Läten
Sången är inte fullständigt beskriven, men kan möjligen endast bestå av enbart några få tjirpande sparvlikande toner. Bland lätena hörs förutom sparvlika även metalliska men behagliga, fallande, klingande toner och oharmoniska "tzeeep" eller "tsrik" påminnande om trädpiplärka eller en fältsparv.

## Utbredning och systematik
Blek rosenfink delas upp i tre underarter med följande utbredning:
- Carpodacus stoliczkae salimalii – förekommer i nordöstra Afghanistan
- Carpodacus stoliczkae stoliczkae – förekommer i sydvästra Kina (sydvästra Xinjiang)
- Carpodacus stoliczkae beicki – förekommer från västra Kina (från Sining Ho-regionen i nordöstra Qinghai till nordvästra Gansu)

Blek rosenfink betraktades tidigare som underart till sinairosenfink (C. synoicus), men skiljer sig tydligt genetiskt och utseendemässigt.

## Levnadssätt
Blek rosenfink förekommer i arida och steniga bergssluttningar eller klippavsatser med ringa växtlighet upp till 3300 meters höjd.

## Status och hot
Arten har ett stort utbredningsområde och en stor population med stabil utveckling och tros inte vara utsatt för något substantiellt hot. Utifrån dessa kriterier kategoriserar internationella naturvårdsunionen IUCN arten som livskraftig (LC). Världspopulationen har inte uppskattats men den beskrivs som sparsam eller lokalt vanlig.

## Namn
Fågelns vetenskapliga artnamn hedrar Ferdinand Stoliczka (1838-1874), tjeckisk zoolog, geolog, paleontolog och samlare av specimen i Himalaya 1864-1866. Notera att arten rosaryggig rosenfink (Carpodacus rhodochlamys) tidigare kallades blek rosenfink på svenska.